# Stigmella calceolariae
Stigmella calceolariae (лат.) — вид молей-малюток рода Stigmella (Nepticulinae) из семейства Nepticulidae.

## Распространение
Южная Америка: Эквадор, влажные высокогорные луга парамо, Анды (3980 м).

## Описание
Мелкие молевидные бабочки. Длина передних крыльев самцов 3,4—3,7 мм, размах — 7,4—8,0 мм (самки крупнее, размах до 8,8 мм). Цвет серовато-коричневый. Жгутик усика самцов состоит из 38 члеников (у самок 33). Гусеницы (желтовато-зеленого цвета) в феврале минируют листья растений рода Calceolaria graminifolia (Calceolariaceae). Имаго появляются в феврале и марте.

## Этимология
Название S. calceolariae дано по роду растения-хозяина гусениц (Calceolaria).